# Boudou
Boudou is een gemeente in het Franse departement Tarn-et-Garonne (regio Occitanie) en telt 575 inwoners (1999). De plaats maakt deel uit van het arrondissement Castelsarrasin.

## Geografie
De oppervlakte van Boudou bedraagt 12,3 km², de bevolkingsdichtheid is 46,7 inwoners per km².
De onderstaande kaart toont de ligging van Boudou met de belangrijkste infrastructuur en aangrenzende gemeenten.

## Demografie
Onderstaande figuur toont het verloop van het inwonertal (bron: INSEE-tellingen).